# Mince Spies
Mince Spies es un álbum de Navidad lanzado por la banda británica Coldplay el 30 de diciembre de 2001. Éste EP contiene dos canciones grabadas por la banda con ayuda de Ken Nelson y Parlophone como sello discográfico.

## Listado de Canciones
| N.º | Título                                   | Duración |  |
| 1.  | «Have Yourself A Merry Little Christmas» | 2:39     |  |
| 2.  | «Yellow» (The Alpha Remix)               | 4:27     |  |